# Ricardo S. Sánchez

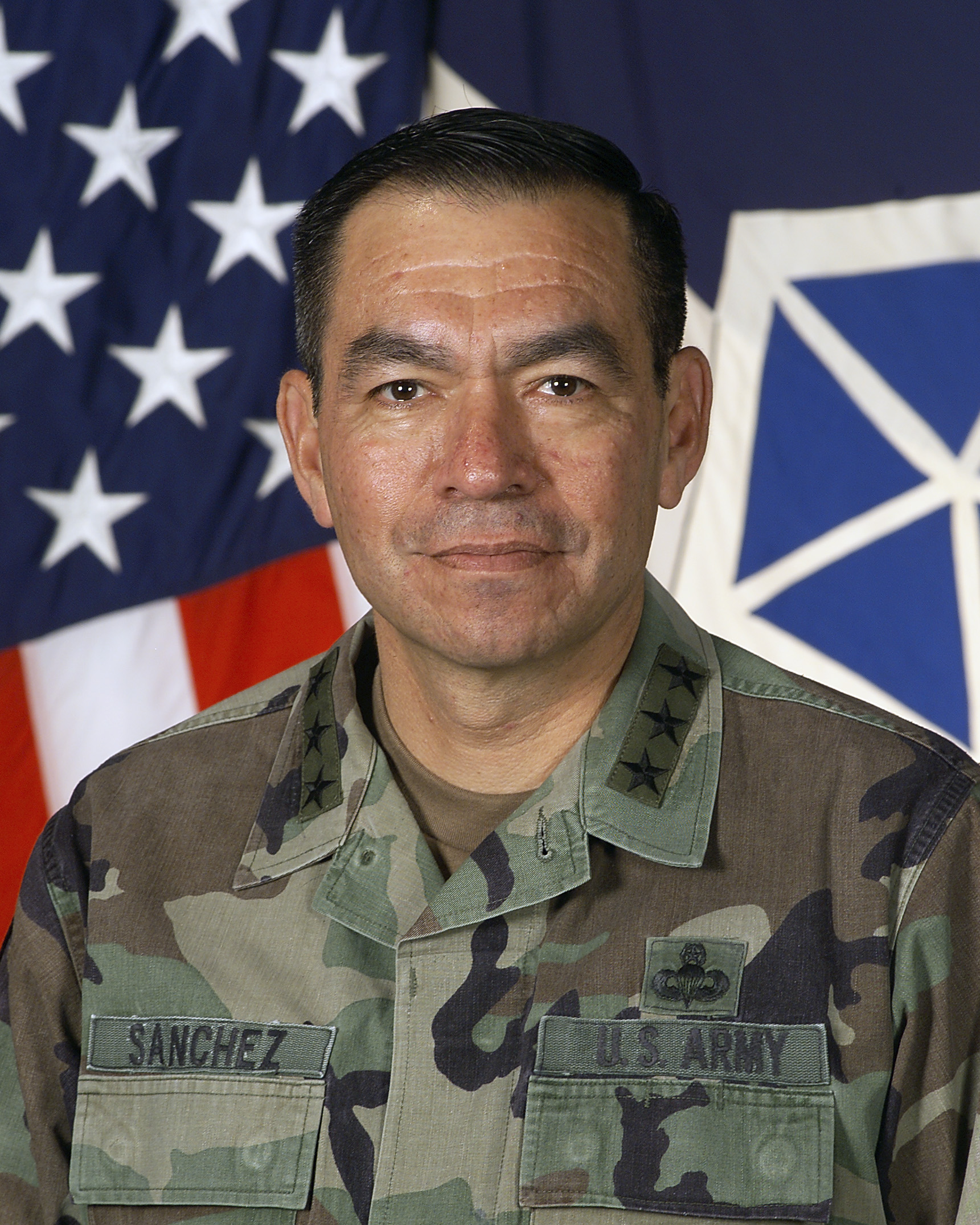
LTG Ricardo Sanchez

Ricardo S. Sánchez (* 1953 in Rio Grande City, Texas) ist ein ehemaliger Lieutenant General der US Army. Vom Juli 2003 an war er für ein Jahr Oberbefehlshaber der US-geführten Multi-National Force Iraq.

## Militärische Laufbahn
1973 schloss er sein Studium mit einem Bachelor in Mathematik und Geschichte an der Texas A&M University-Kingsville ab. Während seines Studiums erhielt er ein ROTC-Stipendium und wurde daher nach dem Studium in die US Army eingezogen und bei der Panzertruppe zum Second Lieutenant ausgebildet. Seine erste Verwendung war die eines Zugführers im 4. Bataillon, 68. US-Panzerregiment der 82. US-Luftlandedivision in Fort Bragg (North Carolina). Anschließend folgten Verwendungen als Erster Offizier einer Kompanie, als assistierender Logistikoffizier und Operationsoffizier (S3) in derselben Division.
Später wurde Sánchez Ordonnanzoffizier des assistierenden Divisionskommandeurs. Im Juni 1977 übernahm er das Kommando über die C-Kompanie des 4. Bataillons, 68. US-Panzerregiment. Danach wurde er als Kontrolloffizier im Büro des Sekretärs des Joint Staff der US Forces Korea, der 8. US-Armee eingesetzt. Sánchez absolvierte die Naval Postgraduate School in Monterey, Kalifornien mit einem Master-Abschluss in Operationsforschung und Ingenieurwesen für Systemanalyse und wurde danach dem US Army Armor Center (Panzerausbildungszentrum) in Fort Knox, Kentucky zugeteilt. Er diente dort als Leiter der Abteilung für zukünftige Panzerkampfsysteme, der Gruppe für spezielle Studien und der Panzerinvestitions- und Strategiegruppe. Ebenso war er als Projektoffizier im Direktorat des Kampfentwicklungszentrums eingesetzt.
Danach schloss sich eine Auslandsverwendung in Gelnhausen, Deutschland an, wo er als Operationsoffizier (S3) und Erster Offizier (XO) des 3. Bataillons, 8. US-Kavallerieregiment der 3. US-Panzerdivision diente und danach als stellvertretender Operationsoffizier (G3) der Division in Frankfurt am Main eingesetzt war. Im Juni 1990 übernahm er dann das Kommando des 2. Bataillons, 69. US-Panzerregiment der 197. US-Infanteriebrigade in Fort Benning, Georgia und führte dieses im Kampfeinsatz während der Operationen Desert Shield/Storm im Kuwait und dem Irak. Nach dem Krieg wurde seine Brigade in die 3. Brigade der 24. US-Infanteriedivision umgegliedert. Nach diesem Truppenkommando war er als Ermittler für das Büro des Generalinspekteurs der US Army in Washington, D.C. tätig. Im Juli 1994 übernahm er dann das Kommando der 2. Brigade der 1. US-Infanteriedivision (der späteren 3. Brigade der 1. US-Panzerdivision) in Fort Riley, Kansas. Danach wurde er ins Hauptquartier des US Southern Command (SOUTHCOM) in Quarry Heights, Panama versetzt, wo er als stellvertretender Stabschef eingesetzt war.
Nach der Beförderung zum Brigadier General wurde Sánchez Operationsdirektor und später Direktor für Strategische Planungen (J-3/J-5) des SOUTHCOM. Nach dieser Verwendung wurde er assistierender Divisionskommandeur der 1. US-Infanteriedivision in Deutschland. In dieser Zeit war er auch Kommandeur der Multinationalen Brigade Ost der KFOR im Kosovo. Danach übernahm er den Posten des stellvertretenden Stabschefs des Operationshauptquartiers der 7. US-Armee/US Army Europe in Heidelberg.

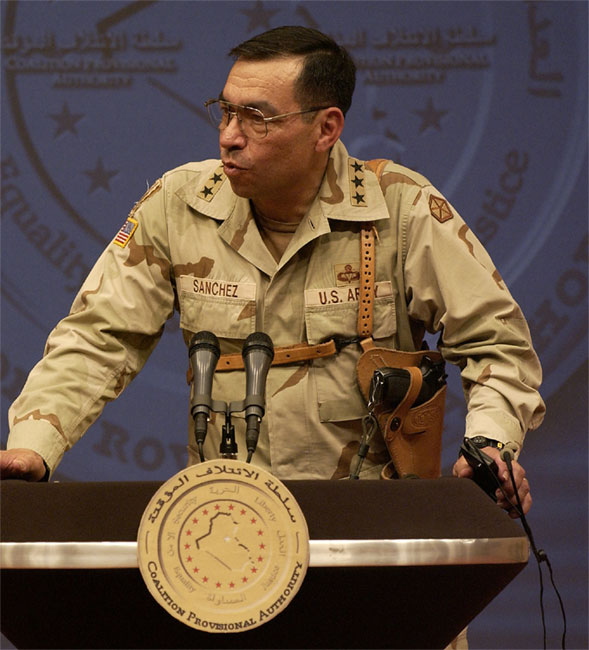
LTG Ricardo Sanchez in einer Pressekonferenz in Bagdad, Irak

Am 10. Juli 2001 wurde Sánchez für zwei Jahre Kommandierender General der 1. US-Panzerdivision in Wiesbaden, Deutschland. Während dieser Zeit führte er die Division in der Operation Iraqi Freedom I im April 2003. Am 14. Juni 2003 wurde er zum Lieutenant General befördert und übernahm das Kommando des V. US-Korps und der Combined Joint Task Force 7 im Irak. Nach der Umstrukturierung der Kommandokette war er vom 15. Mai 2004 bis zum 4. Juli 2004 Kommandeur der Multinationalen Streitkräfte im Irak (Multi-National Force Iraq). Während seiner Amtszeit gelang den Koalitionstruppen die Festnahme des ehemaligen Diktators Saddam Hussein.
Nach dem Abu-Ghuraib-Folterskandal wurde er von seinem Posten enthoben und im Juli 2004 durch General George W. Casey junior abgelöst. Ursprünglich für die Beförderung zum General vorgesehen, um eventuell das Kommando des US Southern Command zu übernehmen, wurde dieses Vorhaben jedoch aufgegeben, da das Armed Services Committee des US-Senats dies wegen des Skandals nicht bestätigt hätte. Der Posten ging an General Bantz J. Craddock. Sánchez’ Rolle als indirekt Verantwortlicher für den Abu-Ghuraib-Skandal führten zu seiner Versetzung zum V. US-Korps und Nichtbeförderung zum General. Nach der Kommandoübergabe kommandierte er das V. US-Korps in Deutschland. Als das Korps jedoch im November 2005 Vorbereitungen traf, um als Hauptquartier (Multi-National Corps Iraq; MNC-I) das Kommando in Bagdad zu übernehmen, wurde Lieutenant General Peter W. Chiarelli als vorwärtiger Kommandeur eingesetzt. Sánchez und mit ihm die Truppenfahne des Korps blieb jedoch unüblicherweise in Deutschland. Am 6. September 2006 gab Sánchez das Kommando in den Campbell Barracks in Heidelberg nicht wie üblich an seinen Nachfolger, Major General Fred D. Robinson ab, der zu diesem Zeitpunkt als Nachfolger noch nicht feststand, sondern an seinen Vorgesetzten David D. McKiernan. Sánchez trat schließlich am 1. November 2006 in den Ruhestand.
Seine Ausbildung erfolgte als Panzeroffizier und schließt das Command and General Staff College und das US Army War College ein. Er ist verheiratet und hat zwei Töchter und zwei Söhne.

## Auszeichnungen
Auswahl der Dekorationen, sortiert in Anlehnung der Order of Precedence of Military Awards:
- Defense Distinguished Service Medal
- Defense Superior Service Medal
- Legion of Merit
- Bronze Star (2 ×)
- Meritorious Service Medal
- Joint Service Commendation Medal
- Army Commendation Medal
- Army Achievement Medal (2 ×)

## Verweise